# Station Roscommon
Station Roscommon is een spoorwegstation in Roscommon, de hoofdplaats van het gelijknamige  Ierse graafschap. Het station ligt aan de lijn  Dublin - Westport. Via Manulla Junction is er een verbinding met Ballina. Volgens de dienstregeling van 2015  vertrekken er dagelijks vijf treinen in de richting Dublin en vier in de richting Westport/Ballina.